# Avia BH-22
Avia BH-22 byl československý akrobatický cvičný letoun vzniklý roku 1926. Byl založený na stíhací Avii B-21, a hlavní změny zahrnovaly demontáž výzbroje a instalaci pohonné jednotky Škoda Hispano-Suiza 8Aa. Užití lehčí pohonné jednotky vedlo k posunu těžiště, které si vyžádalo drobné zkrácení trupu a zmenšení stupnění křídel. Nedošlo k jiným podstatným změnám konstrukce draku, a snížená hmotnost vedla k dalšímu nárůstu pevnostního násobku (BH-21 byl konstruován pro přetížení 12,5 g). Některé exempláře byly vybaveny fotokulometem. Typ dlouho sloužil pro výcvik a kondiční lety stíhacích pilotů a několik strojů později přešlo do vlastnictví aeroklubů.

## Specifikace

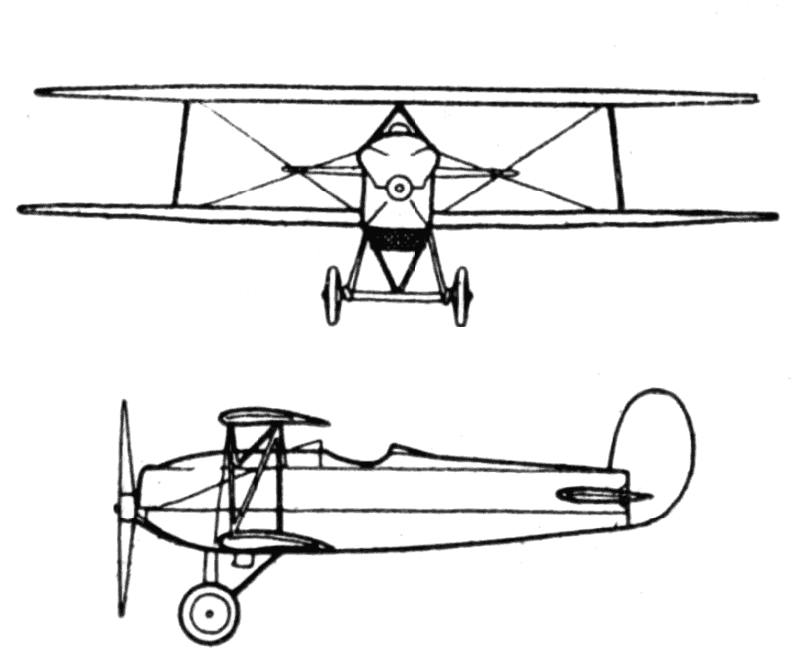
Nákres BH-22 z L'Aéronautique, červenec 1927.

Údaje podle

### Technické údaje
- Osádka: 1
- Délka: 6,87 m
- Rozpětí: 8,90 m
- Nosná plocha: 21,96 m²
- Prázdná hmotnost: 686 kg
- Vzletová hmotnost: 860 kg
- Pohonná jednotka: 1 × osmiválcový vidlicový motor Škoda/Hispano-Suiza 8Aa
- Výkon pohonné jednotky: 132 kW (180 k)

### Výkony
- Maximální rychlost: 216 km/h
- Cestovní rychlost: 195 km/h
- Dostup: 5 000 m
- Stoupavost: výstup do 5 000 m za 22 minut
- Dolet: 500 km